# Абсолютна діелектрична проникність
Абсолютна діелектрична проникність — розмірнісна фізична характеристика середовища, що в деяких системах величин, зокрема ISQ, задає лінійне співвідношення між напруженістю електричного поля та електричною індукцією. Абсолютна діелектрична проникність дорівнює безрозмірній відносній діелектричній проникності, помноженій на електричну сталу:
{\displaystyle {\hat {\varepsilon }}=\varepsilon _{0}{\hat {\varepsilon }}_{r},}
де {\displaystyle {\hat {\varepsilon }}} — абсолютна діелектрична проникність, {\displaystyle \varepsilon _{0}} — електрична стала, {\displaystyle {\hat {\varepsilon }}_{r}} — відносна діелектрична проникність.
У системах величин, в яких напруженість електричного поля та електрична індукція мають однакову розмірність, наприклад, у СГСГ, абсолютна діелектрична проникність дорівнює відносній діелектричній проникності, яку називають просто діелектричною проникністю.
У загальному випадку абсолютна діелектрична проникність, як і відносна діелектрична проникність, — величина тензорна:
{\displaystyle \mathbf {D} ={\hat {\varepsilon }}\mathbf {E} },
де {\displaystyle \mathbf {D} } — електрична індукція, {\displaystyle \mathbf {E} } — напруженість електричного поля.
Розмірність абсолютної діелектричної проникності збігається з розмірністю електричної сталої. У системі SI це Ф/м.